# روزا ليل دي بيريز
روزا ماريا ليل فلوريس دي بيريز (بالإنجليزية: Rosa María Leal Flores de Pérez)‏ (من مواليد 9 ديسمبر 1953) هي طبيبة نفس غواتيمالية. وهي متزوجة من أوتو بيريز مولينا، رئيس غواتيمالا السابق، مما جعلها السيدة الأولى لجمهورية غواتيمالا من 14 يناير 2012 إلى 3 سبتمبر 2015.
كانت معلمة لرياض الأطفال لمدة أربع سنوات، من 1975 إلى 1979، وهي فنانة في القياس النفسي والتوجيه المدرسي، ولديها شهادة في علم النفس السريري من جامعة رافائيل لانديفر. من عام 1980 إلى عام 1995، شغلت ليل منصب مدير التعليم الابتدائي الوطني، وهو متخصص في رياض الأطفال.

## اقتباسات
1. 1 2  "Biografía Rosa Leal de Pérez". elperiodico.com.gt (بالإسبانية). El Periodico. Archived from the original on 2017-11-30. Retrieved 2017-11-30.
2. ↑  "Rosa Leal de Pérez". digital.nuestrodiario.com (بالإسبانية). Nuestro Diario. Archived from the original on 2016-03-05. Retrieved 2017-11-30.